# Michael J. Stone
Michael Jenifer Stone (* 1747 bei Port Tobacco Village, Charles County, Province of Maryland; † 1812 im Charles County, Maryland) war ein US-amerikanischer Politiker. Zwischen 1789 und 1791 vertrat er den Bundesstaat Maryland im US-Repräsentantenhaus.

## Werdegang
Michael Stone entstammte einer bekannten Politikerfamilie. Einer seiner Vorfahren war der Kolonialgouverneur der Provinz Maryland, William Stone. Sein älterer Bruder Thomas (1743–1787) war einer der Unterzeichner der Unabhängigkeitserklärung; sein jüngerer Bruder John (1750–1804) war zwischen 1784 und 1795 Gouverneur von Maryland. Michael Stones Enkel Frederick (1820–1899) war ebenfalls Kongressabgeordneter für Maryland. 
Stone wurde auf der Plantage Equality geboren und besuchte die öffentlichen Schulen seiner Heimat. Später betätigte er sich als Pflanzer und als Politiker. Zwischen 1781 und 1783 saß er im Abgeordnetenhaus von Maryland. Im Jahr 1788 war er Delegierter auf der Versammlung, die die Verfassung der Vereinigten Staaten für den Staat Maryland ratifizierte. Er stand politisch in Opposition zur Bundesregierung unter Präsident George Washington (Anti-Administration-Fraktion).
Bei den Kongresswahlen des Jahres 1789 wurde Stone im ersten Wahlbezirk von Maryland in das damals noch in New York tagende US-Repräsentantenhaus gewählt, wo er am 4. März 1789 sein neues Mandat antrat. Bis zum 3. März 1791 konnte er die allererste Legislaturperiode im Kongress absolvieren. 1791 wurde Stone zum Richter im ersten Gerichtsbezirk von Maryland ernannt. Er starb im Jahr 1812 und wurde auf der Plantage Equality  beigesetzt.